# Alvin Saunders Johnson
Alvin Saunders Johnson (Homer, 18 dicembre 1874 – Upper Nyack, 7 giugno 1971) è stato un economista statunitense.
Docente alla Cornell University, fu presidente dell'American Economic Association nel 1936 e direttore dell'Enciclopedia di scienze sociali dal 1928 al 1934.